# 兴隆街道 (西安市)
兴隆街道，是中华人民共和国陕西省西安市长安区下辖的一个乡镇级行政单位。

## 行政区划
兴隆街道下辖以下地区：
甘河社区、南雷村、枣林寨村、里杜村、宫子村、钵鱼寨村、楼子村、东甘河村、堰渡村、西甘河村、北雷村、张王村、张高村、张牛村、东楼村、童家寨村、沣惠村、贺家村、南埝村、三埝村、安丰村、北张一村、北张二村、北张三村、北张四村和黑牛坡村。